# Werner Oswald (Automobilhistoriker)
Werner Oswald (* 23. Februar 1920; † 1997) war ein deutscher Motorjournalist und Automobilhistoriker.

## Leben
Oswald war ab 1950 Journalist der Zeitschrift auto motor und sport und bis Ende 1957 zweiter Mann in der Redaktion. Er war Chefredakteur der Reihe Auto-Modelle. Motor-Presse-Jahreskatalog und der Reihe Der Motor-Test. Neben Halwart Schrader und Eberhard Kittler gehört er zu den bekanntesten deutschen Automobilhistorikern. Einige seiner Bücher wurden mehrfach (auch überarbeitet) neu aufgelegt. Um 1973 war er Werbeleiter der Deutsche Semperit GmbH in München.
Mit Heinz-Ulrich Wieselmann, dem Chefredakteur von auto motor und sport, prägte Oswald den Begriff Erlkönig für den getarnten Prototyp eines Automobils.

## Schriften (Auswahl)
- Autos in Deutschland 1965. Eine Typengeschichte. Motorbuch, Stuttgart 1965, DNB 453668054.
- Autos in Deutschland 1945–1966. Eine Typengeschichte. Motorbuch, Stuttgart 1966, DNB 457746017.
- Kraftfahrzeuge und Panzer der Reichswehr, Wehrmacht und Bundeswehr. Katalog aller Typen und Modelle. Motorbuch, Stuttgart 1970, DNB 457746025; 17., aktualisierte Auflage unter der Mitarbeit von Jürgen Plate: 2007, ISBN 978-3-613-02370-3.
  - Erweiterte Auflage in russischer Sprache übersetzt von Boris A. Bogomolov: Полный каталог военных автомобилей и танков Германии 1900–1982 гг (Polnyj katalog voennych avtomobilej i tankov Germanii 1900–1982, deutsch: Feldkatalog deutscher Militärwagen und Panzer 1900–1982). АСТ Naučno-populjarnoe izd. / Astrelʹ, Москва 2007, ISBN 978-5-17-015828-7 (ACT) / ISBN 5-271-04875-6 (Astrelʹ).
- Die Kraftfahrzeuge der Polizei und des Bundesgrenzschutzes. Polizeifahrzeuge von 1920 bis 1974. Motorbuch, Stuttgart 1974, ISBN 3-87943-332-1.
- Kraftfahrzeuge der DDR. Zivil- und Militärfahrzeuge 1945 bis heute. Motorbuch, Stuttgart 1975, ISBN 3-87943-370-4.
- Deutsche Autos 1945–1975. Alle deutschen Personenwagen der letzten 30 Jahre. Motorbuch, Stuttgart 1976, ISBN 3-87943-391-7.
- Deutsche Autos 1920–1945. Alle deutschen Personenwagen der damaligen Zeit. Motorbuch, Stuttgart 1977, ISBN 3-87943-519-7.
- Alle Horch-Automobile 1900–1945. Geschichte und Typologie einer deutschen Luxusmarke vergangener Jahrzehnte. Motorbuch, Stuttgart 1979, ISBN 3-87943-622-3.
- Lieferwagen, Transporter, Kleinbusse. 1945–1980. Die kleinen Nutzfahrzeuge der deutschen Automobilindustrie. Motorbuch, Stuttgart 1980, ISBN 3-87943-699-1.
- Adler-Automobile. 1900–1945. Geschichte und Typologie einer großen deutschen Automarke vergangener Jahrzehnte. Motorbuch, Stuttgart 1981, ISBN 3-87943-783-1.
- Mercedes-Benz Personenwagen 1886–1984. Motorbuch, Stuttgart 1984, ISBN 3-87943-976-1; 4., aktualisierte Auflage: Mercedes-Benz Personenwagen 1886–1986. Motorbuch, Stuttgart 1987, ISBN 3-613-01133-6.
- Mercedes Benz – Lastwagen und Omnibusse 1896–1986, die ersten 90 Jahre. Motorbuch, Stuttgart 1986, ISBN 3-613-01041-0.
- Lastwagen, Lieferwagen, Transporter 1945–1988. Motorbuch, Stuttgart 1989, ISBN 3-613-01197-2.